# Павлоградський механічний завод
Павлоградський механічний завод (ПМЗ) — державне підприємство машинобудівної промисловості України, яке спеціалізується на виготовленні твердопаливних двигунів і їх елементів, тролейбусів, зернозбиральних комбайнів, вузлів тракторів, літаків. Входить до структури Державного космічного агентства України, як філія Південного машинобудівного заводу.

## Напрямки діяльності
- виготовлення твердопаливних двигунів масою до 60 т і їх елементів;
- виготовлення тведопаливних ракет;
- токарна обробка деталей діаметром до 1600мм;
- обробка корпусних деталей розмірами до 2000х2500 і вагою не більше 10 т;
- пласке і кругле шліфування деталей;
- виконання зварювальних робіт газовим зварюванням, ручним електродуговим зварюванням, електродуговим зварюванням під пластом флюсу, ручним і автоматичним зварюванням в середовищі аргону, ручним і механізованим зварюванням в камерах із захистом атмосферою, електро-променевим зварюванням вузлів з титанових сплавів товщиною до 45гг;
- виготовлення штампів і прес-форм;
- креслярсько-конструкторські роботи з проектування засобів технологічного оснащення; верстатних пристосувань, спеціальних ріжучих і вимірювальних інструментів, штампів, прес-форм і т. д.
- виконання складальних робіт загальномашинобудівного напрямку (тролейбуси, зернозбиральні комбайни, екскаватори та ін.)
- виготовлення намотувальних виробів у вигляді труб, конусів і ємностей з розмірами до 2500 гг і довжиною до 4500 гг із застосуванням в якості наповнювача скла, вугле- і оптоволокон;
- виготовлення виробів з розмірами в плані до 3000×3000 мм із шаруватих пластиків, які виготовляються пошаровим викладенням із шаруватим тканинних наповнювачем з подальшим контактним вакуумним чи автоклавним формуванням;
- виготовлення деталей з термопластичних мас методом лиття під тиском на ливарних машинах типу КУАСИ й ін. (термопластавтоматах) з об'ємом впорскування від 50 см³ до 1800 см³.